# Copa Líbero 2006
El Cuadrangular Trujillo 2006 fue una competición amistosa como parte de la pretemporada para la temporada 2006. Este torneo se jugó en enero del 2006, teniendo como sede el Estadio Mansiche en la ciudad del Trujillo. Este torneo agrupó a cuatro equipos históricos del norte, tres de ellos se encontraban preparándose para el inicio del Campeonato Descentralizado 2006 (Sport Áncash, Alianza Atlético y José Gálvez, campeón de la Copa Perú 2005) y como equipo local Carlos A. Mannucci que se preparaba para el inicio de la Liga distrital de Trujillo 2006.
Se jugó bajo el formato de eliminación directa desde semifinales y resultó campeón Sport Áncash tras derrotar por penales a Alianza Atlético  y derrotar en el clásico ancashino al José Gálvez por 2-1.

## Sede
El cuadrangular se jugó completo en el siguiente estadio:
| Ciudad   | Estadio          | Capacidad |
| -------- | ---------------- | --------- |
| Trujillo | Estadio Mansiche | 25 000    |

## Cuadrangular
|  | Semifinales        | Semifinales |   |                    | Final            | Final |  |
|  |                    |             |   |                    |                  |       |  |
|  |                    |             |   |                    |                  |       |  |
|  |                    |             |   |                    |                  |       |  |
|  | Sport Áncash       | 0 (4)       |   |                    |                  |       |  |
|  | Alianza Atlético   | 0 (1)       |   |                    |                  |       |  |
|  |                    |             |   |                    |                  |       |  |
|  |                    |             |   |                    |                  |       |  |
|  |                    |             |   |                    | Sport Áncash     | 2     |  |
|  |                    | José Gálvez | 1 |                    |                  |       |  |
|  |                    |             |   |                    |                  |       |  |
|  |                    |             |   |                    |                  |       |  |
|  |                    |             |   |                    | 3º puesto        |       |  |
|  |                    |             |   |                    |                  |       |  |
|  | Carlos A. Mannucci | 0           |   | Carlos A. Mannucci | 0                |       |  |
|  | José Gálvez        | 2           |   |                    | Alianza Atlético | 2     |  |

## Partidos

### Semifinales
| 21 de enero de 2006, 14:00 | Sport Áncash                            | 0:0 (4:1 p.)               | Alianza Atlético | Estadio Mansiche, Trujillo |  |
|                            |                                         | Tiros desde el punto penal |                  |                            |  |
|                            | Benavides · O. Vílchez · Vergara · Goya |                            | Casas            |                            |  |

| 21 de enero de 2006, 16:00 | Carlos A. Mannucci | 0:4 (0:1) | José Gálvez                                           | Estadio Mansiche, Trujillo |  |
|                            |                    |           | Arriola 37' · Serrano 47' · Padilla 77' · Padilla 86' |                            |  |

### Tercer lugar
| 22 de enero de 2006, 14:00 | Carlos A. Mannucci | 0:2 (0:0) | Alianza Atlético           | Estadio Mansiche, Trujillo |  |
|                            |                    |           | Martínez 60' · Jiménez 72' |                            |  |

### Final
| 21 de enero de 2006, 16:00 | Sport Áncash               | 2:1 (1:1) | José Gálvez | Estadio Mansiche, Trujillo    |                               |
|                            | O. Vílchez 19' · Gómez 55' |           | Caldas 28'  | Árbitro(s): Miguel Magallanes | Árbitro(s): Miguel Magallanes |

| Perú                                  |
| Campeón Copa Líbero 2006 Sport Áncash |